# Whitesnake
A Whitesnake egy brit hard rock zenekar, melyet 1977-ben alapított az egykori Deep Purple-énekes, David Coverdale. Az 1970-es évek végén és az 1980-as évek elején Coverdale kizárólag brit zenészeket vett be az együttesbe, közöttük a Deep Purple két egykori muzsikusát, Jon Lordot és Ian Paicet is. Az amerikai sikerek elérése érdekében az 1980-as évek második felében Coverdale újjászervezte a zenekart, mely a korai évek bluesos hard rockját korszerűbb, heavy metalosabb stadion rock stílusra cserélte fel. A stílusmódosítás érdekében Coverdale olyan amerikai gitárosokkal dolgozott együtt, akiknek nemcsak megjelenése, de játékstílusa is megfelelt a kor követelményeinek, így a 80-as évek második felében John Sykes, Vivian Campbell és Steve Vai is megfordult a zenekarban. Coverdale jellegzetes blues-rock hangjának, erős színpadi jelenlétének és nem utolsósorban a finom erotikával fűszerezett, érzelmes daloknak köszönhetően a Whitesnake több millió lemezt adott el – csak az Egyesült Államokban több mint 12,5 milliót. Legnagyobb kereskedelmi sikerüket az 1987 lemezzel aratták, melyből világszerte több mint 17 milliót adtak el. A lemezen szereplő Here I Go Again és Is This Love dalok kislemezként is sikeresnek bizonyultak, és klipjeiket is rendszeresen játszotta az MTV.
Az 1990-es évek elején feloszlott a zenekar, amit a következő évtizedben Coverdale többször is megpróbált újjáéleszteni. 1997-ben egy nagylemez, míg 1999-ben egy akusztikus album is megjelent Whitesnake név alatt, de ezek sikertelensége miatt ténylegesen csak 2002-ben alakultak újjá. Coverdale ismét neves zenészeket gyűjtött maga mellé, majd 2006-ban megjelent a Live... In The Still of the Night DVD, melynek révén ismét nagyobb figyelem összpontosult a zenekarra. Ezt egy Live: In the Shadow of the Blues című dupla koncertalbum követte, majd 2008-ban megjelent az együttes visszatérő lemeze, a Good to Be Bad. A folytatás 2011. márciusában Forevermore címmel jelent meg, de ezen már ismét egy más felállású zenekar hallható. A 2002-es újjáalakulás óta David Coverdale mellett Doug Aldrich és Reb Beach tekinthető állandó tagnak.
A VH1 zenecsatorna 100 legnagyobb hard rock előadó című listáján a 85. helyen szerepelt a Whitesnake.

## Történet

### Előzmények,Snakebite(1976-1978)
David Coverdale 1973 és 1976 között volt a Deep Purple énekese, ahol három nagylemezt énekelt fel. A zenekar feloszlását követően új csapat indítását tervezte, így megkereste az ismert blues-rock gitárost Micky Moodyt. Moody korábban olyan előadók számára dolgozott, mint a folk-rock énekes/gitáros Frankie Miller, valamint a Snafu és a Juicy Lucy zenekarok. Hozzájuk csatlakozott az ismert session dobos Simon Phillips is, mielőtt bevonultak volna a londoni Kingsway Recorde stúdióba, hogy rögzítsék Coverdale és Moody szerzeményeit. A felvételek során további stúdiózenészek voltak Coverdale és Moody segítségére, a produceri teendőket pedig Roger Glover látta el. Az album White Snake címmel David Coverdale szólólemezeként jelent meg, a Purple Records gondozásában. Az 1977-ben megjelent album a new wave és a punk hullám közepette nem aratott sikert, a kritikusok többsége is csalódásról beszélt az album kapcsán.
Coverdale azonban nem adta fel, állandó kísérőzenekart szervezett maga köré, majd nekiállt felvenni második szólólemezét. A Northwinds című album lényegesen jobb visszhangban részesült, mely nagyobb hangsúlyt fektetett a blues-rock dalokra, mint kísérletező elődje. A blues balladákat és keményebb rocknótákat egyaránt tartalmazó album Give Me Kindness dalában Ronnie James Dio és Wendy Dio is felbukkant, mint vendégénekesek.
Coverdale kísérőzenekarát Moody mellett Bernie Marsden gitáros, Neil Murray basszusgitáros, David Dowie dobos és a billentyűs hangszereken játszó Pete Solley alkotta. A Brian Johnstont felváltó Pete Solley korábban a Procol Harum soraiban volt ismert, Dowie Ian Gillan zenekarában dobolt, míg Bernie Marsden a Babe Ruth gitárosa volt, de dolgozott Cozy Powell oldalán is.
Moody kivételével ők ugyan még nem játszottak a Northwinds lemezen, de Coverdale látott annyi potenciált a zenészekben, hogy teljes értékű zenekart állítson fel maga mellé. 1978-ban felvette a Whitesnake nevet, majd Roger Glover és Martin Birch producerek segítségével rögzítette a Snakebite EP-t. Első koncertjüket 1978. március 3-án a Lincoln városában található Technical College-ban adták. A 4 számot rejtő Snakebite megjelenése egybeesett az 1978 tavaszára időzített debütáló turnéval, így a kiadvány hamarosan felkerült az angol lemezlistákra is, a zenekar iránt pedig elkezdtek érdeklődni a nevesebb popmagazinok is. Ezt követően a The Police előzenekaraként turnéztak, a körút nagy része százfős klubokban zajlott.
Az EMI által kiadott Snakebite egy Ain't No Love in the Heart of the City című Bobby Bland feldolgozást is tartalmazott, de az anyag négy dala mellé további négy szerzemény is felkerült Coverdale Northwinds című szólóalbumáról.

### Trouble,Lovehunter(1978-1980)
1978-ban Jon Lord lett az együttes új billentyűse, így az 1978-ban megjelent debütalbum dalain is már az egykori Deep Purple muzsikus volt hallható. A United Artists és a Geffen kiadásában megjelenő Trouble produceri munkálatait Martin Birch látta el, a felvételek pedig 1978 nyarán zajlottak. Az év őszén megjelenő album iránt nagy volt az érdeklődés, mely a brit albumlistán az 50. helyre került. A kritikusok előszeretettel hasonlítgatták a lemezt, a Deep Purple korábbi albumaihoz azonban a kritikák többsége kevésbé volt lelkes az anyagot illetően. A Deep Purple rajongói csalódva vették tudomásul, hogy Coverdale új zenekara, kevésbé hasonlított az énekes egykori zenekarára, a bluesosabb dalok pedig előszeretettel merítenek a soulból és a jazzből is. A kritikusok Coverdale szemére vetették, hogy nem képes fazont adni zenekarának, zenészeit pedig stílustalannak és arctalannak titulálták. A Day Tripper képében egy Beatles feldolgozást is rejtő albumot ugyan nem ölelte keblére a sajtó, ennek ellenére a megjelenést követő turnén csaknem hónapok leforgása alatt hódította meg Európát a zenekar.

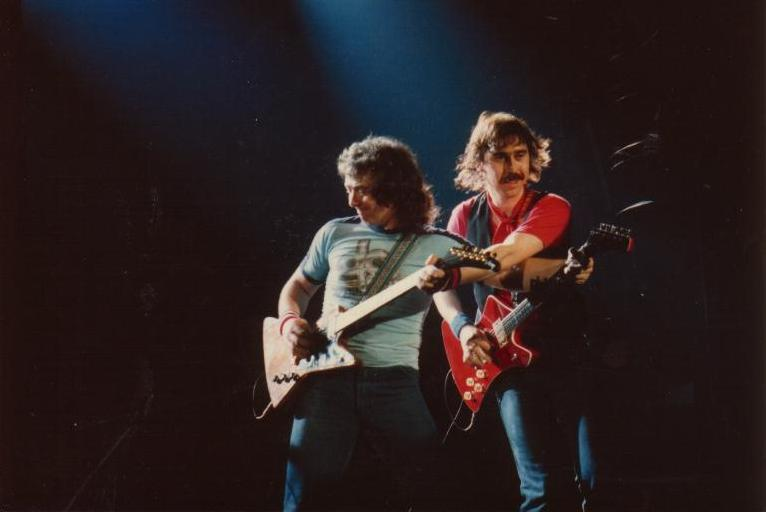
Bernie Marsden (baloldalt) és Micky Moody az együttes korai éveinek gitárosai. A fotó 1981-ben készült a London városában található Hammersmith Odeon-ban.

1979-ben stúdióba vonult az együttes, hogy rögzítse második, Lovehunter című albumát. A Martin Birch producelte album lényegesen jobb kritikákban részesült, mint elődje, zeneileg pedig egy blues hatásokban bővelkedő hard rock album született. A korong kereskedelmileg is jobban szerepelt, mint elődje a brit listákon a 29. helyet sikerült megszereznie.
Elődjével ellentétben a Lovehunter révén már egy slágerrel is rendelkezett a zenekar, a Long Way from Home a brit kislemezlistán az 55. helyig jutott.
Kisebb botrányt okozott a Chris Achilleos által tervezett lemezborító, melyen egy meztelen nő látható, egy óriáskígyó társaságában. Ez volt az együttes első olyan kiadványa, mely az Egyesült Államokban is kereskedelmi forgalomba került, azonban a Lovehunter nem keltett különösebb feltűnést a tengerentúlon. A megjelenést újabb európai koncertek követték, de arra is szakítottak időt, hogy 1979 márciusában Andy Peebles műsorában szerepeljenek a BBC Radio 1 hullámhosszán.
1979 derekán David Dowle helyére Ian Paice került, hogy markánsabbá tegyék az együttes hangzásvilágát.
1980 márciusában egy hatszámos koncertlemezt adtak ki Live at Hammersmith címmel, melynek felvételei az együttes első európai és japán turnéján készültek 1979-ben, így a dalokban még David Dowle dobjátéka volt hallható. A két Deep Purple dalt is tartalmazó kiadványt az EMI mellett a Toshiba és a Sunburst Records jelentette meg.

### Ready an' Willing,Come an' Get It(1980-1981)
A Coverdale-Lord-Paice-Murray-Moody-Marsden felállású zenekar 1979 decemberében kezdte meg a harmadik album munkálatait, mely 1980. május 31-én jelent meg Ready an' Willing címmel. A lemez rögzítésére a Sunburst Records stúdióban került sor, ismét Martin Birch produceri felügyelete mellett. A korong mind kritikai, mind kereskedelmi szempontból sikeresebb, volt mint két elődje. Az AllMusic három csillaggal jutalmazta a lehetséges ötből és hozzátette, hogy a zenekar addigi legjobb albuma készült el. Eduardo Rivadavia a cikk írója megjegyezte, hogy a korongon egy sor emlékezetes ballada is található, viszont hozzátette, hogy a lemez vége csupa „fáradt” és „sablonos” dalt rejt.
A brit albumlistán a 6. helyig kúszott fel a lemez, míg Norvégiában a 32. helyig jutott. Ez volt az együttes első olyan lemeze, mely révén az Amerikai Egyesült Államokban is felfigyeltek a zenekarra, a Ready an' Willing 90. helyre juttatta az együttest az amerikai lemezeladási listákon.
A sikerekhez nagymértékben hozzájárult a kislemezen is kiadott Fool for Your Loving, mely Angliában a 13. helyre került a kislemezlistákon, de 1980 augusztusában az amerikai Billboard listára is felkerült, ahol az 53. helyig jutott.
Az év során még kétszer sikerült felkapaszkodniuk a hazai slágerlistákra, először a címadó Ready an' Willing" révén, mely a 43. helyre volt elegendő. Ezt követte a már korábban rögzített Ain't No Love in the Heart of the City mely az 51. helyre juttatta a Whitesnake nevet.

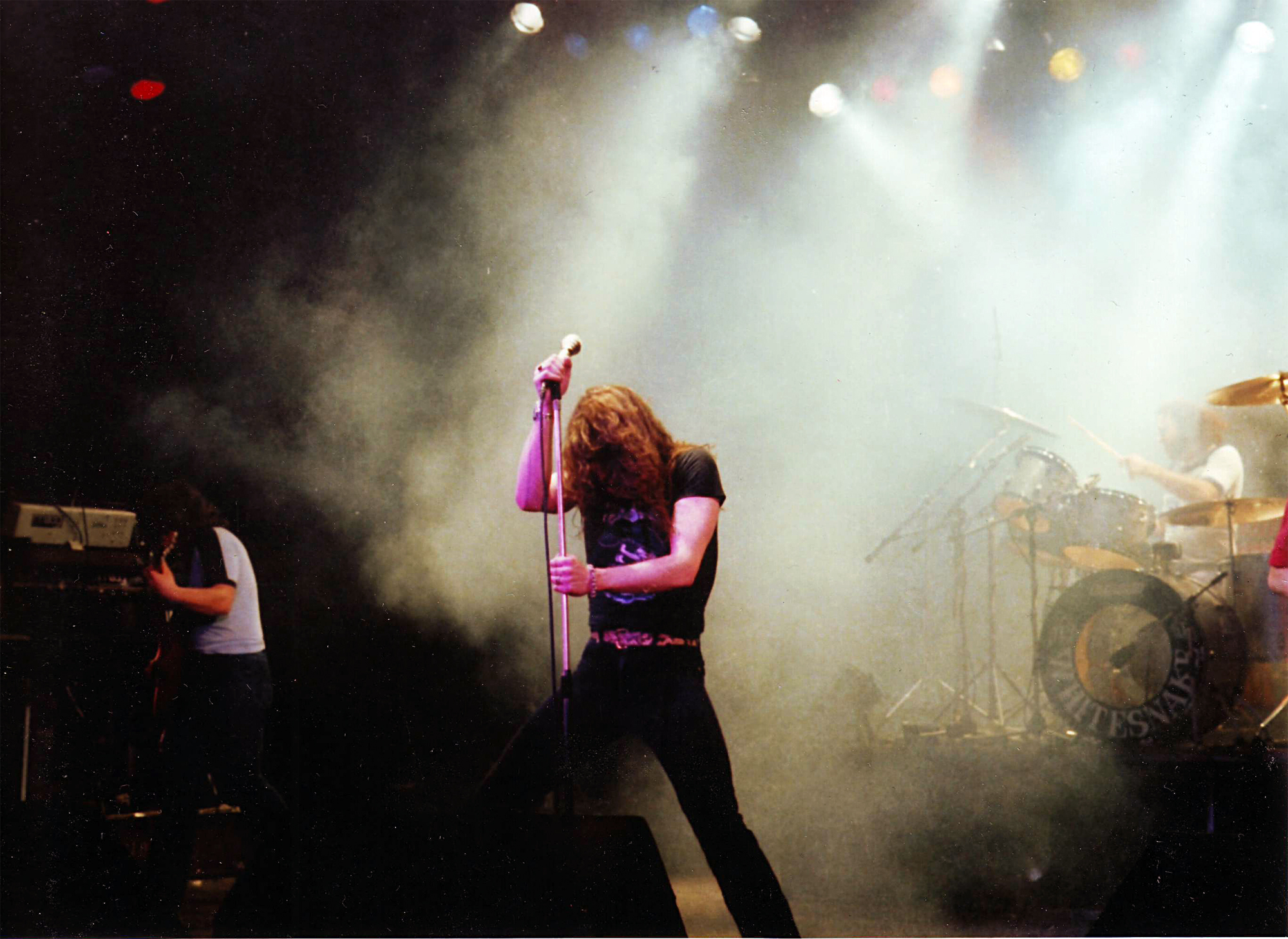
Whitesnake koncert 1981-ben a londoni Hammersmith Odeonban.

A Fool for Your Loving ugyan amerikában is ismertté tette az együttest, az igazi áttörés azonban még váratott magára. A dal érdekessége, hogy eredetileg B B King számára írta a zenekar, de annyira erősnek találták, hogy inkább megtartották maguknak.
A megjelenést újabb koncertek követték, 1980-ban a Reading fesztiválon is felléptek, melyet Angliában élőben sugárzott a BBC. Amerikában a Jethro Tull és az AC/DC előzenekaraként adtak koncerteket. A korábbi kritikák is enyhűlni látszottak, a zenekart úgy jellemezte a sajtó, mint a „Deep Purple-családfa legéletképesebb ágát”.
Az együttes menedzsmentje kihasználta a kedvező fogadtatást, így 1980 novemberében megjelent a Live...in the Heart of the City című koncertalbum. A kiadvány felvételei 1978-ban és 1980-ban kerültek rögzítésre, melyek közül a 78-as felvételek a már korábban kiadott Live at Hammersmith című hatszámos koncertanyagról lettek átmásolva. A dupla formátumban kiadott koncertlemezt pozitívan fogadta a kritika, mely a hazai listákon az 5. helyre került. A Live...in the Heart of the City megjelenésekor már a következő stúdióalbum munkálataival volt elfoglalva a zenekar.
Az 1981 április 11-én Come an' Get It címmel megjelenő anyag felvételei az év januárjában értek végét, a kiadást pedig a United Artists végezte. A lemez ismét sikeresnek bizonyult, Angliában egészen a 2. helyre került a listákon. Amerikában továbbra is csak mérsékelt sikerekben részesült a Whitesnake, a Come an' Get It mindössze a 151. helyre került a Billboard listán. A lemezről kimásolt Don't Break My Heart Again a 17. helyezett lett a brit kislemezlistákon, míg a másodikként kiadott Would I Lie to You a 37. helyet szerezte meg. A kritikusokat ismét nem sikerült meggyőzni, a lemez kapcsán gyakran elhangzottak az „átlagos” és „unalmas” jelzők is.
1981-ben az angliai Monsters of Rock fesztivál főzenekaraként léptek fel, a folytatást azonban nem várt gondok akadályozták. Coverdale 1981-ben eltörte a lábát, így a turnét félbe kellett szakítani. További koncerteket kellett lemondani, Coverdale kislányának betegsége miatt. A tétlen időszak közepette kiéleződtek a feszültségek a zenekari tagok között. Coverdale az együttes feloszlatásán gondolkozott, előbb Michael Schenkerrel dzsemmelt, de tárgyalásokat folytatott a Black Sabbath menedzsmentjével is, mint az együttes esetleges jövőbeli énekese.

### Saints & Sinners,Slide It In(1982-1985)
1981 végén és 1982 elején folytak a következő album stúdiómunkálatai, mely Saints & Sinners címmel 1982. november 20-án jelent meg. A Geffen és a Sunburst Records kiadásában megjelenő album a 9. helyre került a brit lemezlistákon, a róla kimásolt Here I Go Again pedig a 34. helyig jutott a hazai kislemezek listáján. A dalban Malcolm Birch kezelte a billentyűs hangszereket a Pegazus zenekarból. Bloody Luxury címmel még egy kislemez is megjelent, ez azonban megbukott. A korongról pozitívan cikkezett a sajtó, az AllMusic egyenesen kiváló albumnak nevezte a Saints & Sinnerst, más vélemények szerint azonban meglehetősen „felemásra” sikeredett a korong.
A lemez felvételei közben annyira kiéleződött a zenekaron belüli feszültség, hogy 1981 decemberében Micky Moody kilépett a zenekarból. Döntésének hátterében a kimerítő turnék mellett az állt, hogy elege volt az állandóan jelenlévő zenekari adósságokból.
1982-ben az együttes megvált John Coletta menedzsertől, távozása után Coverdale vette kézbe a zenekar pénzügyeit.

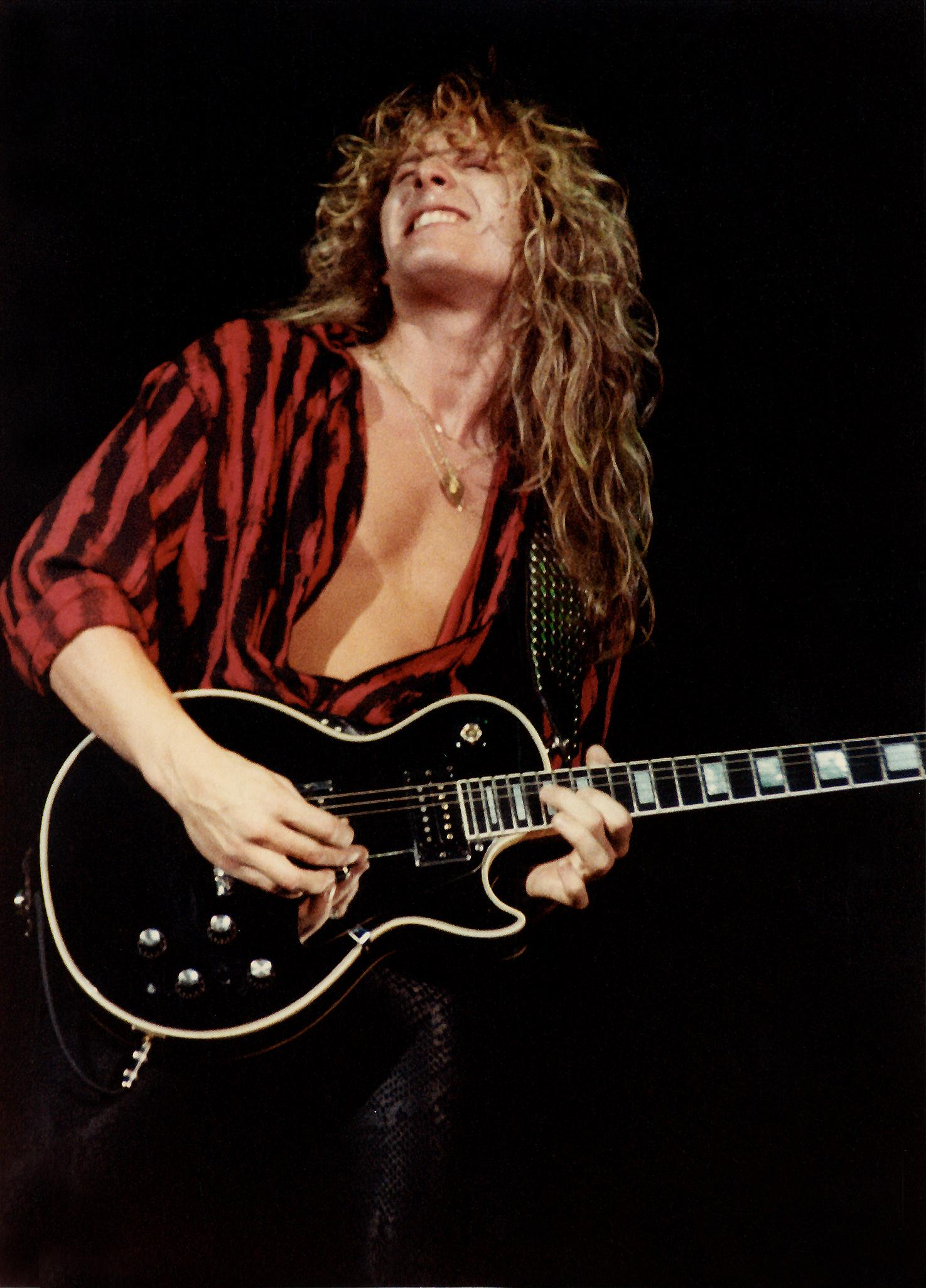
John Sykes csatlakozása új lendületet adott az együttesnek.

Moody helyére a Trapeze soraiból ismert Mel Galley került. A tagcserék azonban ezzel nem értek véget, 1982-ben Moody visszatért, miután Bernie Marsden is elhagyta a zenekart, így Galley és Moody lettek az együttes gitárosai. Nem sokkal később Neil Murray és Ian Paice is a távozás mellett döntött. Helyükre Colin Hodgkinson basszusgitáros és az egykori Rainbow dobos Cozy Powell került. Az új tagok azonban még nem szerepeltek a Saints & Sinners albumon, mindössze Galley hallható néhány háttérvokálban. Az új felállású zenekar ismét koncertezni kezdett, 1983 augusztus 20-án a Donington fesztivál főzenekaraként adtak koncertet, majd szeptemberben a Monsters of Rock fesztiválon léptek fel olyan zenekarok társaságában, mint a Saxon, a Krokus, a Thin Lizzy, a Blue Öyster Cult, Meat Loaf, vagy a Survivor. Ekkoriban a Guilty of Love című kislemezük felkerült a brit kislemezlista 31. helyére.
A Coverdale-Lord-Moody-Galley-Powell-Hodgkinson felállású zenekar 1983-ban ismét stúdióba vonult, hogy rögzítse újabb nagylemezét. A Slide It In címmel 1984-ben megjelenő album produceri munkálatait Martin Birch látta el, a kiadást pedig az EMI és a Geffen végezte. A lemez 10 dalából 5-nek Galley is társszerzője volt, melyek között ott volt az együttes első MTV-s sikerdala a Love Ain't No Stranger is. Az album vegyes kritikákban részesült, a negatív kritikákban gyakran kiemelték az album gyenge keverését. Ugyan az albumról 5 kislemezt is kiadtak, ezek közül jelentősebb sikereket, csak a Slow An' Easy, a Love Ain't No Stranger és a Guilty of Love ért el. A Slide It In megjelenése után ismét konfliktusba kerültek egymással a tagok. Először Coverdale és Moody veszett össze, miután az énekes többször is Moody szemére vetette, hogy az együttessel 1983-ban együtt turnézott Thin Lizzyben nála mennyivel jobban játszik az egyik gitáros John Sykes. A Slide It In európai megjelenésekor Moddy már nem is volt az együttes tagja, utolsó koncertjét 1983 decemberében Belgiumban adta.
Moody távozása után Coverdale a basszusgitárost Hodgkinsont is távozásra szólította fel, mivel nem volt elégedett túlságosan jazzes játékával. Ezt követően sajtóközlemény tudatta, hogy John Sykes lett az együttes új gitárosa. Sykes a Thin Lizzy előtt a Tygers of Pan Tang heavy metal zenekarban alapozta meg gitárhősi hírnevét. Sykes mind megjelenésében, mind játékában elegett tett a kor követelményeinek, ellentétben Moodyval vagy Marsdennel. Coverdale erről így nyilatkozott: „ Micky Moody és Bernie Marsden tisztán blues gitárosok voltak, akik már akkor is zúgolódtak a maguk módján, amikor Lord és Paice beszállt. Nem tetszett nekik a keményebb vonal. Bernie néha csodás dolgokat játszott a gitárján, akárcsak Micky, de egyikük sem volt egy gitárhős. Legalábbis nem úgy, ahogy például Blackmore. Egyre inkább azt éreztem, hogy olyan társakra van szükségem, akik nemcsak álldogálnak a színpadon, hanem komoly akciókba is lendülnek. Mel Galley sem volt virtuóz, de a színpadon legalább elengedte magát.”
Hodgkinson helyére ismét Neil Murray került, a zenekar pedig elhatározta, hogy be fog törni az amerikai piacra is.
A cél érdekében az új felállással stúdióba vonult az együttes, hogy Keith Olsen producerrel újra felvegyék a Slide It In lemezt. Sykes újrajátszotta a gitártémákat, Jon Lord billentyűs hangszereit pedig hátrébb keverték. A siker nem maradt el az új hangzású album bearanyozódott az Egyesült Államokban. A Coverdale-Lord-Sykes-Galley-Powell-Murray felállású zenekar ezt követően európa turnéra indult, azonban hamarosan nem várt eseményekkel kellett szembenézniük. Mel Galley karja egy szerencsétlen baleset következtében olyan súlyosan megsérült, hogy képtelen volt tovább gitározni. Így távoznia kellett a zenekarból, de őt hamarosan Jon Lord is követte, akinek útja az újjáalakult Deep Purplebe vezetett. A következő koncerteken Sykes egyedül gitározott, Lordot pedig Richard Bailey, majd Don Airey helyettesítette. 1984-ben Japánban adtak koncerteket, melyek egy része később VHS kazettán és DVD-n is megjelent. 1985 januárjában a Rock in Rio fesztiválon óriási tömeg előtt játszhattak, ahol a közönség egy csúcsformában lévő zenekart láthatott.
Ekkoriban már az Egyesült Államok is érdeklődött a Whitesnake iránt, mely többek között a Slow An' Easy és a Love Ain't No Stranger videóklipeknek is köszönhetó volt. Tovább növelte népszerűségüket, hogy 1985-ben a Dio és a Quiet Riot zenekarok társaságában indultak amerikai turnéra. A zenekar kiadója a Geffen felhívta Coverdale figyelmét az amerikai piacra, így az énekes elhatározta, hogy a siker érdekében jelentős változásokon fog átmenni a Whitesnake.

### 1987,Slip of the Tongue(1986-1993)
Sykes és Coverdale már 1985-ben nekiállt megírni az új dalokat, de mire azok hanghordozón is megjelentek már egy teljesen más felállású zenekar volt látható Coverdale oldalán. Az énekes megelégelte, hogy a neves Cozy Powellt fizesse az új album előkészületei alatt, így kirúgta a zenekarból. Powell ezt követően Keith Emerson és Greg Lake társaságában dolgozott (Emerson, Lake & Powell), majd a Black Sabbath tagja lett. Helyére Aynsley Dunbar került, Neil Murray pedig a háttérbe húzodva várt a sorsára. A lemez munkálatait tovább nehezítette Coverdale sinus fertőzése, mely annyira veszélyesnek bizonyult, hogy az énekesnek még a jövőbeli karrierje is kétségessé vált. Coverdale a felvételek közben John Sykes gitárostól is megvált, de a lemez producerét is kirúgta. Ugyan a dalokat Sykes és Coverdale írta, de a stúdióban olyan session zenészek is felbukkantak, mint a billentyűs hangszereken játszó Don Airey, Adrian Vandenberg és Dann Huff gitárosok és Denny Carmassi dobos. Mikor Sykes értesült róla, hogy Coverdale a jövőben nem tart rá igényt, nem hagyta abba a munkát, hanem befejezte a dalokat, mivel elmondása szerint túl sok „meló” és „szív” ment bele a lemez dalaiba.
Az album végül 1987 címmel, valamint Mike Stone és Keith Olsen produceri munkájával jelent meg 1987. április 7-én. Az album már a megjelenésekor is óriási sikert aratott, a hazai listákon a 8. helyig jutott, míg az amerikai Billboard 200on a 2. lett.

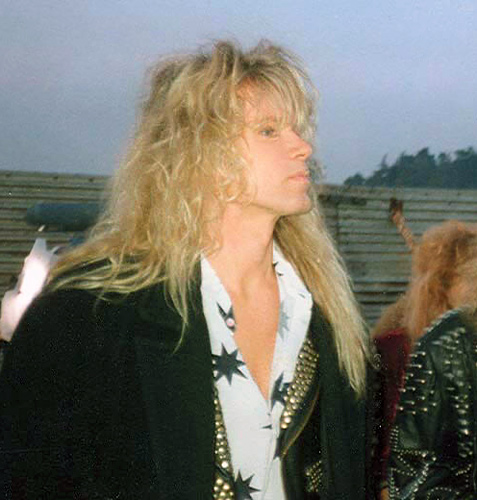
Adrian Vandenberg 1987-ben csatlakozott az együtteshez. A fotó 1990-ben készült.

A lemezről kimásolt Is This Love az amerikai kislemezlistán a 2. helyezett lett, de a Still of the Night, a Give Me All Your Love és a Crying in the Rain kislemezek is sikeresnek bizonyultak. Utóbbi dalt eredetileg 1982-ben írta a zenekar, de az újra felvett verzió bizonyult az életképesebbnek. Hasonló sors várt korábbi slágerükre, a Here I Go Againre is, melynek új változata, a zenekar történetében először vezette az amerikai listákat. A sikerekhez nagyban hozzájárult a dalok klipjeiben felbukkanó híres modell Tawny Kitaen is, aki hamarosan Coverdale felesége lett.
Zeneileg az együttes elfordult korábbi blues gyökereitől, melyért a régebbi lemezek rajongóitól rengeteg kritikát kaptak. Az 1987 dalai keményebbek és slágeresebbek lettek, melyek révén a Whitesnake a korszak egyik legsikeresebb hard rock együttesévé vált. A kritikusok többsége nem győzte dicsérni az albumot, az AllMusic a legjobb lemezüknek nevezte, de a korongra máig úgy szokás hivatkozni, mint minden idők egyik legtökéletesebb és legnagyobb hatású hard rock lemezére.
Az album máig a legnagyobb kereskedelmi sikerekben részesítette az együttest, amerikában 8 millió darabot adtak el belőle, világszerte pedig, több mint 17 milliót.
A lemez megjelenésekor már egy új felállású zenekarral találkozhattak a rajongók. Gitárosként Adrian Vandenberget szerződtette Coverdale, aki a stúdióban mindössze a Here I Go Again szólóját játszotta fel, míg a másik gitáros a Dio zenekarból ismert Vivian Campbell lett akinek a Give Me All Your Love 1988-as mixe valamint a számban elhangzó gitárszóló fűződik a nevéhez. A basszusgitárosi posztra az egykori Quiet Riot muzsikus Rudy Sarzo került, míg a dobos Ozzy Osbourne és Gary Moore mellől ismert Tommy Aldridge lett. Sarzo és Aldridge egyáltalán nem játszott az 1987 lemezen, így a megjelenést követő turnén debütáltak a zenekarban. A koncerteken Don Airey segítette ki az együttest, aki a billentyűs hangszerekért felelt. A lemezmegjelenést nagyszabású arénaturné követte, mely során az együttes immáron amerikában is főzenekarként adott koncerteket. A turnésorozat első szakaszában a Mötley Crüe előtt léptek fel, de a koncertek haladtával már a Whitesnake iránt lett nagyobb az érdeklődés, és a színpadi előadásaik is felülmúlták a főzenekar produkcióját. Az együttes bőséges MTV szereplésben részesült, a turnékon pedig gyakoriak voltak a hisztérikus jelenetek.
Vivian Campbell 1988-ban zenei nézeteltérésekre hivatkozva távozott, így a következő album dalain Coverdale és Vandenberg kettesben dolgozott. A felvételek során azonban Vandenbergnél olyan súlyos kézfájdalmak jelentkeztek, hogy képtelen volt befejezni a lemez felvételét. Coverdale kénytelen volt új gitárost keresni. Mivel George Lynch visszautasította ajánlatát,
számításait a neves húrbűvészben Steve Vaiban találta meg, aki befejezte a készülődő album felvételeit. Vai korábban Frank Zappa és David Lee Roth oldalán vált világhírűvé, ezt azonban Coverdale nem tudta, ő az 1986-os Crossroads című filmből ismerte a zenei kísérleteiről és innovatív játékáról ismert gitárost. Mike Clink és Keith Olsen producerkedésével 1989-ben jelent meg végül a Slip of the Tongue album. A korongon Glenn Hughes is közreműködött néhány vokálban, csakúgy, mint Tommy Funderburk és Richard Page.
A Slip of the Tongue vegyes kritikákban részesült, mely ismét egy korszerűbb hangzású formációt mutatott, azaz egy pop metalosabb hangzás felé terelte az együttest.
A lemez már megjelenésekor megosztotta a rajongótábort. Egyesek kritizálták a zenekart, mert elfordult saját gyökereitől, míg mások azonban dicsérték a dinamikus zenét és Vai gitárjátékát, akinek nagy szerepe volt abban, hogy egyes dalok annyi riffet és szólót rejtettek, melyek révén instrumentálisan is kiadhatóak lettek volna. Ugyan az album nem tudta megismételni elődje kereskedelmi sikereit, ennek ellenére figyelemreméltó eladási eredményeket produkált. Világszerte több mint 4 millió darabot adtak el belőle, így máig az együttes második legsikeresebb albumának számít. Megjelenésekor Angliában és Amerikában is a listák 10. helyére került, de a lemezről kimásolt három kislemez is kelendőnek bizonyult. Ezek közül a The Deeper the Love és a Now You're Gone teljesen új dal volt, míg a Fool for Your Loving eredetileg az 1980-as évek legelején vált slágerré. Az újrarögzített verzió azonban sikeresebbnek bizonyult, melyre videóklip is készült.

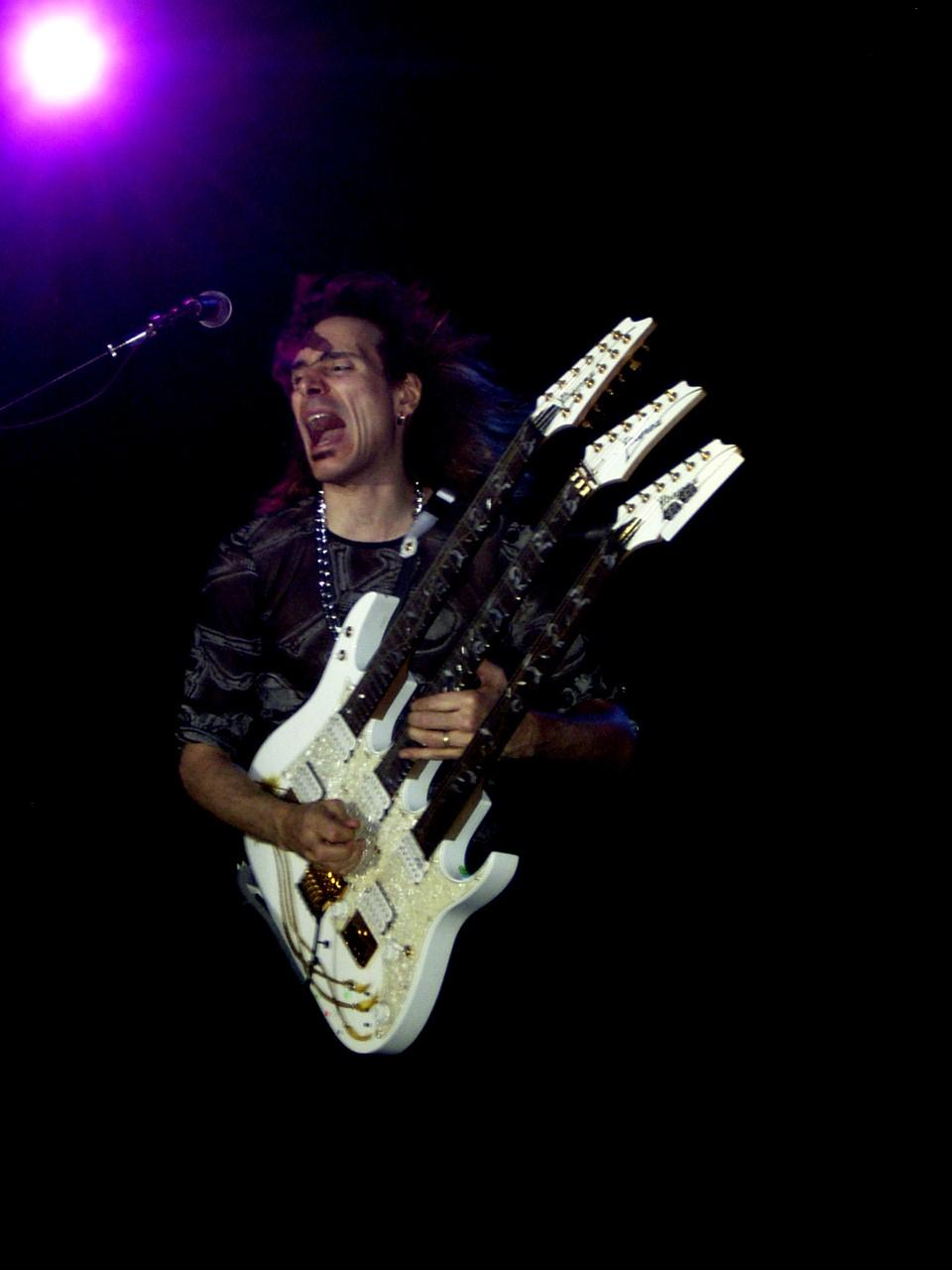
A Steve Vai gitárossal rögzített 1989-es Slip of the Tongue album megosztotta a rajongótábort. A fotó 2004-ben készült.

A megjelenést egy minden korábbinál hosszabb világkörüli turné követte, mely során a donningtoni Monsters of Rock fesztivál főzenekaraként is felléptek. A koncerteken már Adrian Vandenberg is gitározott Steve Vai mellett, a ritmusszekciót pedig Rudy Sarzo és Tommy Aldridge alkotta. A „Liquor & Poker” néven futó koncertsorozaton azonban egyre inkább kiéleződtek a tagok közötti feszültségek, melyeket leginkább Steve Vai generált. A gitáros egyre inkább a középpontban szeretett volna lenni, így nem elégedett meg azzal, hogy a koncerteken önálló szólóblokkot kapott. A koncertprogramba rendre bekerültek a For The Love of the God és az Audience Is Listening című instrumentális szerzemények is. Vai így akarta extra promócióhoz juttatni aktuális szólólemezét a Passion and Warfaret. A turné lecsengésével Vai elhagyta a zenekart, hogy szólókarrierjére koncentrálhasson. David Coverdale az egykori Led Zeppelin gitáros Jimmy Page társaságában kezdett el dolgozni. A Whitesnake gyakorlatilag megszűnt, azonban hivatalosan nem oszlott fel a zenekar, Coverdale is úgy fogalmazott, hogy az együttes szünetet tart. Coverdale és Page egy Coverdale and Page című albummal jelentkezett 1993-ban, melyen Coverdale visszatért a blues alapú brit hard rockhoz. A lemezt pozitívan fogadták a kritikusok, a megjelenés után pedig koncertekre is sor került, ahol Led Zeppelin dalok is elhangzottak.

### Greatest Hits,Restless Heart,Starkers in Tokyo(1993-1998)
Míg Coverdale Jimmy Page társaságában dolgozott Tommy Aldridge a House of Lords zenekarnak lett a tagja, majd Adrian Vandenberg, Rudy Sarzo és az egykori Little Caesar énekes Ron Young társaságában létrehozta a rövid életű Manic Eden zenekart. 1994-ben egy címnélküli albumot adott ki a formáció. Szintén 1994-ben a Geffen Records kiadott egy Whitesnake's Greatest Hits című válogatásalbumot, melyre 1983 és 1989 közötti felvételek kerültek fel. A korong Amerikában a 161. helyen nyitott a Billboard 200 listán, míg Angliában a 4. lett.
A megjelenés kapcsán turnéra indult az együttes, Coverdale azonban ismét egy teljesen új felállású zenekarral jelent meg a színpadokon. Vandenberg és Sarzo mellett a Ratt soraiban ismertté vált Warren DeMartini gitáros, a korábbi Montrose dobos Denny Carmassi és Paul Mirkovich session billentyűs alkotta a zenekart. A koncertek iránt korántsem volt akkora az érdeklődés, mint az előző évtized második felében, ráadásul az együttes 1980-as években aláírt szerződése is lejárt, a Geffen Recordsnál. Ezt követően a Whitesnake 1997-ig nem létezett.
1997-ben Coverdale és Vandenberg ismét együtt kezdtek dalokat írni, egy a jövőben megjelenő nagylemezre. Az anyag eredetileg Coverdale szólóalbumaként jelent volna meg, de a kiadó ragaszkodott a Whitesnake névhez, így a borítón a „David Coverdale and Whitesnake” felirat volt olvasható. A Restless Heart címmel megjelenő albumot az EMI adta ki, a producer pedig maga Coverdale volt. A korong hivatalosan csak Európa és Japán területén jelent meg, az Egyesült Államokban nem került kereskedelmi forgalomba. A korong zeneileg visszatért az első lemezek irányvonalához, a dalokban ismét megjelentek Coverdale blues és soul hatásai. Ez volt az első olyan Whitesnake album, melyet Vandenberg játszott fel. Sem a rajongók, sem a kritikusok nem rajongtak különösebben a lemezért. Egyes beszámolók „öregesnek” minősítették az anyagot, melyen Denny Carmassi dobolt, Guy Pratt (Madonna, Pink Floyd, Gary Moore stb.) basszusgitározott és Brett Tuggle billentyűzött, aki felbukkant a Coverdale/Page projektben is. Angliában a lemezlista 34. helyéig jutott a lemez, míg a Too Many Tears című blues ballada a 46. lett az ország kislemezlistáján.
A megjelenést egy turné követte, mely során Vandenberg, Carmassi és Coverdale mellett a Mr. Misterből ismert Steve Farris gitározott, Tony Franklin basszusgitározott, míg a billentyűs hangszereket Derek Hilland kezelte. A turné Japán állomásán Coverdale és Vandenberg duóban adott egy unplugged koncertet, mely felvételre is került. Az 1997. július 5-én rögzített koncert Starkers in Tokyo címmel 1998. június 30-án látott napvilágot az EMI gondozásában. A CD változat mellett VHS és DVD verzió is készült, melyekre felkerült a Here I Go Again akusztikus verziója is, a Soldier of Fortune című Deep Purple szerzemény mellett. Az album megosztotta a kritikusokat és a rajongókat is, majd a duó ismét akusztikus koncertet adott ezennel a VH1 zenecsatorna felkérésének eleget téve. Ezt követően Coverdale ismét félretette a zenekart, majd 2000-ben kiadta az Into the Light albumot. Az énekes ismét saját zenei gyökereit helyezte előtérbe, kiábrándítva így azon rajongókat, akik az 1980-as évek második felében készült Whitesnake albumok zenei világát várták a produkciótól.

### Good to Be Bad(2002-2010)
2002 decemberében az együttes megalakulásának 25 éves évfordulója alkalmából Coverdale feltámasztotta a Whitesnake nevet. Gitárosként a Lion és a Dio soraiból ismert Doug Aldrich, valamint a Wingerben is játszó Reb Beach lett a társa. A dobos Tommy Aldridge, míg a basszusgitáros Marco Mendoza lett. A billentyűs hangszereket Timothy Drury kezelte a 2003-ban kezdődő fellépéseken, melyek során játszottak a Rock Never Stops Tour koncertsorozaton is. Ezt követően a Scorpions társaságában indultak turnéra, a két főzenekar előtt pedig a Dokken lépett színpadra.
Ez a felállás egészen 2005-ig stabil maradt, a zenekar pedig számtalan koncertet adott a két év alatt. 2005-ben Marco Mendoza lépett ki, hogy a Soul SirkUS projektre koncentrálhasson. Helyére Uriah Duffy került.
2006 februárjában egy Live... In The Still of the Night című DVD jelent meg az Universal Music Group gondozásában. A felvételek 2004 őszén a London városában található Hammersmith Apolloban kerültek rögzítésre, a limitált verzió pedig bónusz CD-t is tartalmazott. A DVD-t tárt karokkal fogadták a rajongók, melyen egy csúcsformában játszó zenekar látható. A kritikusok is szuperlatívuszokban beszéltek az anyagról, így újra ráirányult a figyelem a zenekarra. A megjelenés követően az együttes bejelentette, hogy 2006 nyarán Japánban és Európában fognak koncertezni.
2006 júniusában új szerződést írtak alá, a német SPV/Steamhammer lemezcéggel. Első közös kiadványuk egy dupla koncertalbum volt, mely Live: In The Shadow Of The Blues címmel 2006. október 26-án jelent meg. Amerikában a Geffen adta ki a lemezt, melyre a Ready to Rock, az If You Want Me, a kislemezen is kiadott All I Want Is You és a Dog képében négy új stúdiófelvétel is felkerült. A korongokra 2003 és 2006 között készült koncertfelvételek kerültek fel, melyek az Egyesült Királyságban, Németországban, Svájcban és Ausztriában kerültek rögzítésre. Az együttes legnagyobb slágereit rejtő kiadvány ismét lelkes fogadtatásban részesült, a rajongók és a kritikusok örömmel vették tudomásul, hogy a zenekar ismét ereje teljében van. 2007 júniusában egy DVD/CD kiadvány jelent meg 1987 20th Anniversary Collector's Edition címmel, mintegy tisztelegve a 20 évvel korábban megjelent, címnélküli 1987-es klasszikus album előtt. A kiadvány nemcsak a lemez feljavított hangzású változatát tartalmazta, de négy koncertfelvételt és négy promóciós klipet is magában foglalt.
2007-ben Tommy Aldridge elhagyta a zenekart, utódját az év decemberében találták meg Chris Frazier személyében.
2008 márciusában felléptek a Rock2Wgtn névre keresztelt kétnapos fesztiválon, olyan zenekarok társaságában, mint a KISS, Alice Cooper, Ozzy Osbourne, a Poison vagy a Lordi.
Ekkoriban már folytak az új nagylemez munkálatai, melynek produceri teendőit Michael McIntyre látta el Coverdale és Aldrich mellett. Az SPV/Steamhammer gondozásában, Good to Be Bad címmel megjelenő anyag Európában 2008. április 21-én került a lemezboltok polcaira.
A lemezt türelmetlen várakozás előzte meg, mely Angliában az 5. helyen, Amerikában a 62. helyen szerepelt a lemezlistákon, míg Kanadában a 23. helyre jutott. Az album kiváló kritikákban részesült, az AllMusic egyenesen az együttes egyik legjobb albumának nevezte, valamint hozzátette, hogy Doug Aldrich „áldás” a zenekar számára. A kritikák többsége külön kiemelte a zenészek teljesítményét, valamint előszeretettel hasonlították az albumot az 1980-as évek közepén illetve második
felében készült klasszikus albumokhoz. Az albumról a Lay Down Your Love, az All for Love és a Summer Rain dalokat adták ki kislemezen, ezek azonban nem arattak jelentős sikereket.

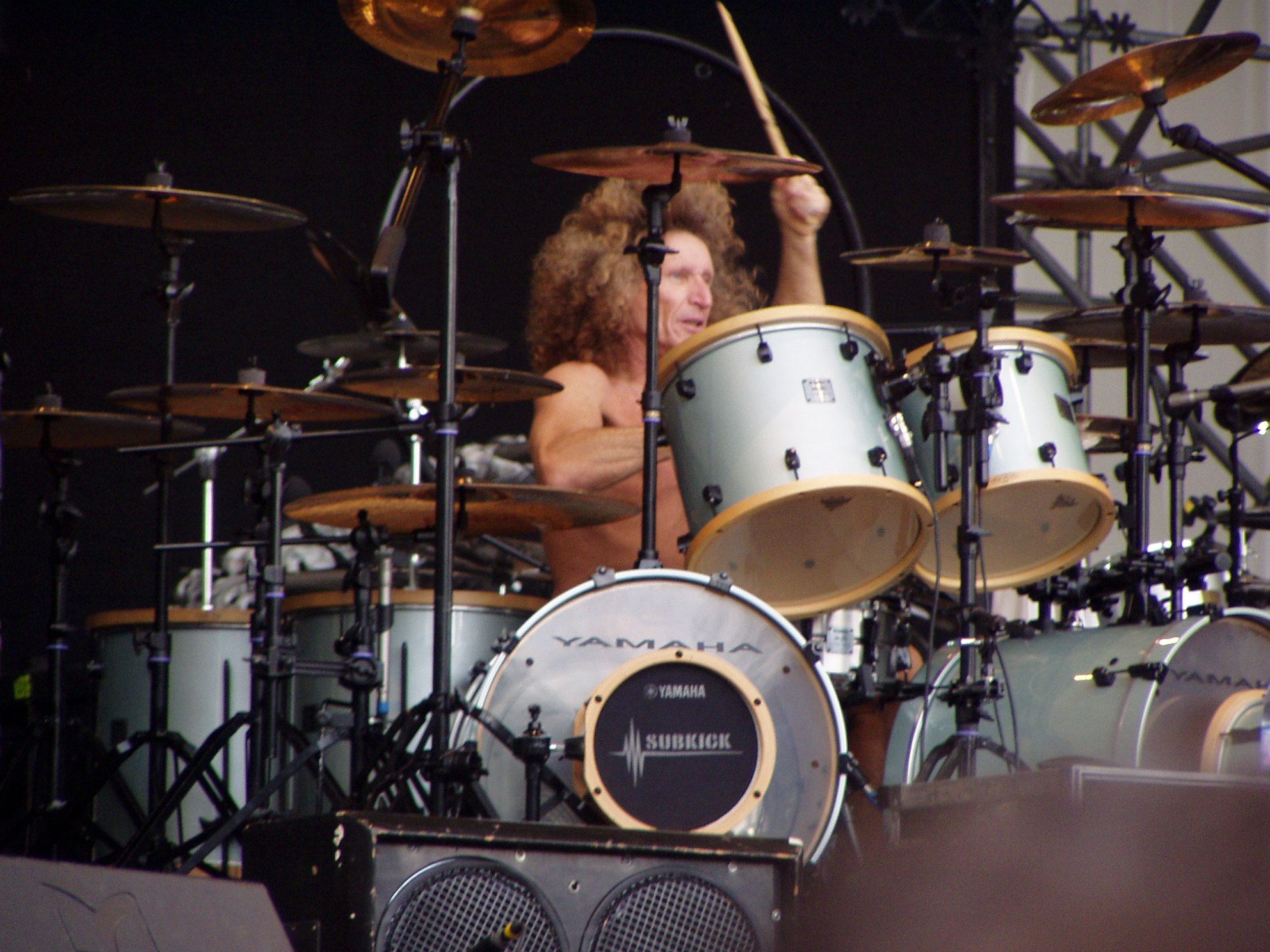
Az együttes pályafutása során több neves zenész is megfordult a zenekarban, köztük Tommy Aldridge is.

2008 nyarán a Def Leppard társaságában brit turnéra indult a zenekar, előzenekaraik a Black Stone Cherry és a Thunder voltak.
2008 novemberében a Classic Rock a „legjobb album” díjjal jutalmazta az együttes Good to Be Bad lemezét.
2009 február 11-én sajtóközlemény tudatta, hogy a június 14-én megrendezésre kerülő Download fesztiválon a Whitesnake és a Def Leppard lesz a két főzenekar. Később bejelentésre került a hír, miszerint a Whitesnake, a Def Leppard és a Journey fel fognak lépni a Dublin városában található O2 arénában.
2009 augusztus 11-én egy coloradoi koncerten David Coverdale sérülést szenvedett. Másnap nyilvánosságra került a hír, miszerint az énekesnek ödémája van, így egy darabig nem erőltetheti hangszálait. Ezért le kellett mondani a Judas Priesttel közös amerikai turnét. Ekkoriban több kritika is érte Coverdale élő teljesítményét, tovább rontott az énekes helyzetén Joe Lynn Turner azon nyilatkozata is, miszerint playback hallható a Whitesnake koncerteken.
2010 februárjában Coverdale tudatta a rajongókkal, hogy rendbe jöttek a hangszálai és készen áll a Judas Priesttel való turnéra, valamint hozzátette, hogy az együttes már az új album demóin dolgozik, melyek alapján úgy tűnik, hogy a hangszálai teljes mértékben jól vannak.
2010 júniusában érkezett a hír, mely szerint a jövőben az együttes nevével ellátott zinfandel borok fognak megjelenni.

### Forevermore(2010-napjainkig)
2010 június 18-án bejelentették, hogy Uriah Duffy és Chris Frazier elhagyta az együttest. Dobosként az egykori Billy Idol muzsikust Brian Tichyt szerződtette a zenekar, majd 2010 augusztus 20-án az új basszusgitárost is bejelentették, aki Michael Devin lett.
2010 szeptember 13-án a billentyűs hangszereken játszó Timothy Drury bejelentette távozását, ugyanis a későbbiekben inkább szólókarrierjére akar koncentrálni. 2010-ben stúdióba vonult az együttes, hogy rögzítse máig utolsó nagylemezét a Forevermoret. A stúdiómunkálatokban még Drury is részt vett,
a dalokat pedig ezennel is Coverdale és Aldrich írta. A produceri teendőket is ők látták el Michael McIntyre mellett.
Az albumot az EMI és a Frontiers Records adta ki, 2011 március 25-én, Amerikában pedig március 29-én.
A megjelenést egy Love Will Set You Free című kislemez előzte meg, melyet az AllMusic úgy jellemzett, mint egy olyan dalt, mely kiválóan eleveníti fel az együttes korai slágereit. A dal videóklipje február 29-én debütált a videomegosztó oldalakon.

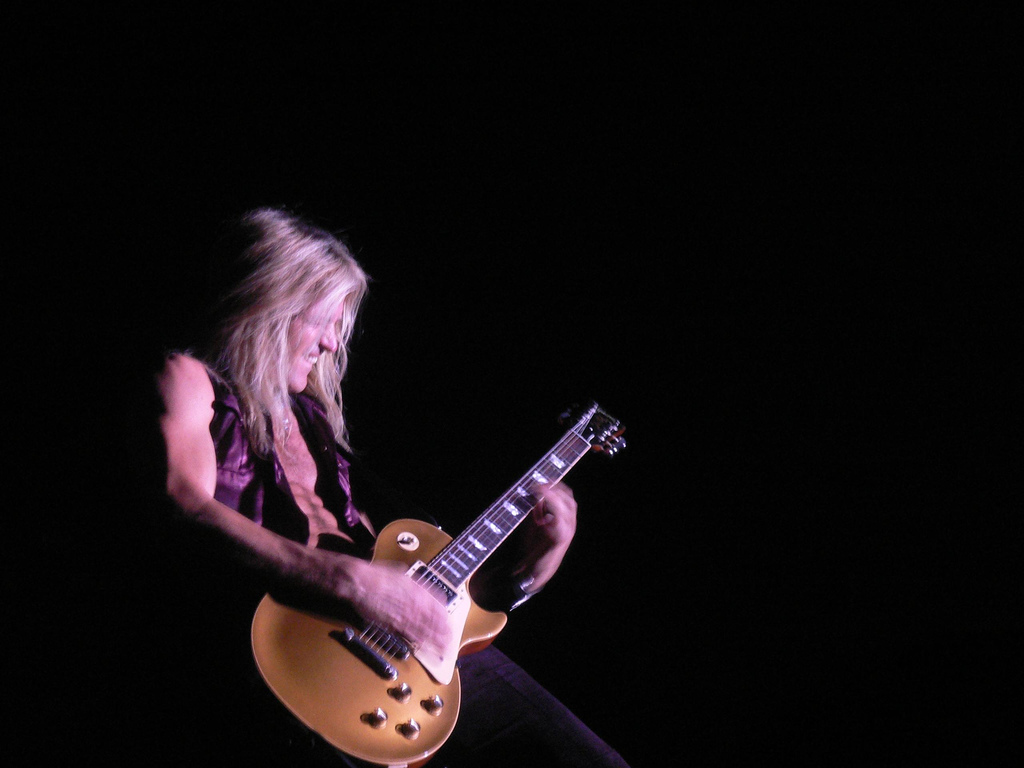
Doug Aldrich 2002 óta tagja a zenekarnak. Coverdale mellett ő volt a fő dalszerző az együttes utóbbi két nagylemezén.

Maga a nagylemez ismét pozitív kritikákban részesült. Zeneileg az album a 80-as évek végi keményebb lemezek hangzását keveri az együttes blues gyökereivel, ezáltal a rajongók többsége is örömmel fogadta az új albumot. Az album egy különleges „Snakepack” nevű csomagolásban is megjelent, mely az album mellett egy 132 oldalas füzetet, plakátot és jelvényt is tartalmaz. 2011 februárjában az együttes bejelentette, hogy főzenekarként fognak játszani az amerikai Rocklahoma fesztiválon. 2011. március 20-án érkezett a hír, hogy a Forevermore turnéján Brian Ruedy fogja kezelni a billentyűs hangszereket.
2011. március 25-én az Amazon.co.uk weboldal bejelentette, hogy a Whitesnake Forevermore albumából 35 százalékkal többet adtak el, mint Britney Spears Femme Fatale albumából. A Coverdale-Beach-Devin-Tichy-Ruedy-Aldrich felállású zenekar újabb, Forevermore World Tour nevű turnéja 2011 májusában indult el, a koncertprogramjukban pedig olyan új dalok is helyet kapnak, mint a Steal Your Heart Away, a Love Will Set You Free, az One of These Days, a Fare Thee Well, a My Evil Ways vagy a Forevermore.
2011 tavaszán érkezett a hír, miszerint az együttes 1990-ben, Donningtonban adott koncertje DVD formátumban fog megjelenni. A Live at Donington 1990 című kiadvány Japánban május 20-án jelent meg.
Az Európában június 3-án az Egyesült Államokban pedig június 7-én megjelent anyagot a Frontiers Records adta ki.

### Zenei stílus
Korai albumaikon blues alapú hard rock volt hallható, egyes dalokban utalva Coverdale vonzódására a blues és a soul iránt. Coverdale legfontosabb hatásaiként olyan előadókat nevez meg, mint Aretha Franklin, Tina Turner vagy Marvin Gaye. Ennek megfelelően stílusában a virtuozitás helyett az érzelemkifejezésre, a sokszínű előadásmódra helyezi a hangsúlyt.

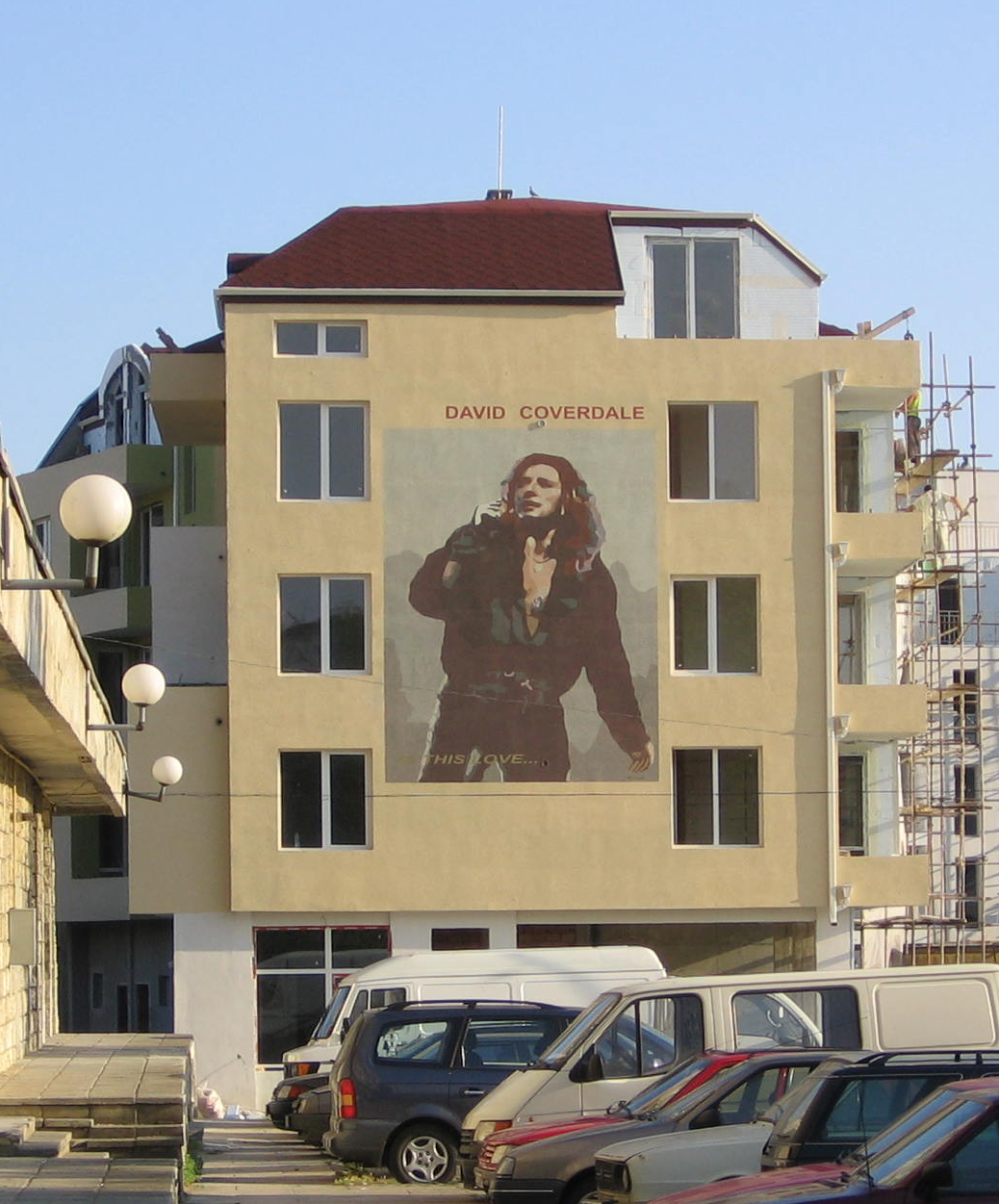
David Coverdalet ábrázoló plakát egy belgiumi épület falán.

Az együttes korai lemezein erősen érezni lehetett az 1960-as és az 1970-es évek brit rockzenekarainak hatását, Coverdale az egyik nyilatkozatában rhythm and bluest játszó együttesként definiálta a Whitesnaket, majd hozzátette, hogy valószínűleg a Yardbirds játszana ilyen zenét, ha nem oszlik fel idejekorán.
Az 1980-as évek közepén stílus és fazonigazításon esett át a zenekar, mely révén sikerült áttörniük az Amerikai Egyesült Államokban is. Dalaikban visszaszorultak a blues hatások, a dalok egyszerre lettek keményebbek és slágeresebbek. Az 1980-as évek közepétől készült lemezeken a heavy metal keménységét és a stadion rock slágerességét egyesítette a zenekar, mely gyakorlatilag hair metal zenekarrá változott. Ezt erősítették az együttesről készült zenekari fotók is, melyeken feltupírozott, festett hajjal látható a zenekar.
Az 1990-es években ismét visszatértek a blues rockhoz, azonban sem az 1997-es Restless Heart, sem Coverdale szólólemeze nem aratott különösebb sikert. A 2003-as újjáalakulást követő Good to Be Bad és Forevermore albumokon ismét visszatértek az 1980-as években készült lemezeiket jellemző hangzásvilághoz, nem megfeledkezve blues gyökereikről sem.
A zenekart gyakran illetik a heavy metal jelzővel, amely ellen Coverdale mindig is tiltakozott, valamint már többször is kifejtette, hogy gyűlöli a heavy metalt.
Az énekes előszeretettel ír kétértelmű, szexuális utalásokkal teli dalszövegeket, melyek az együttes védjegyévé váltak.
Zenei szempontból óriási hatást gyakoroltak a későbbi rockzenekaroka, M3 néven egy Whitesnake dalokat játszó együttes is megalakult, olyan zenészekkel, mint Stefan Berggren, Doogie White, Jimmy Copley és Mark Stanway.

## Diszkográfia

### Stúdióalbumok
- 1978 – Trouble
- 1979 – Lovehunter
- 1980 – Ready An' Willing
- 1981 – Come An' Get It
- 1982 – Saints & Sinners
- 1984 – Slide It In
- 1987 – 1987
- 1989 – Slip Of The Tongue
- 1997 – Restless Heart
- 2008 – Good To Be Bad
- 2011 – Forevermore
- 2015 – The Purple Album
- 2019 – Flesh & Blood

### Koncertalbumok
- 1980 – Live at Hammersmith
- 1980 – Live...in the Heart of the City
- 1998 – Starkers in Tokyo (unplugged)
- 2006 – Live: In the Shadow of the Blues
- 2012 – Made in Japan

### Válogatások
- 1994 – Whitesnake's Greatest Hits
- 2000 – 20th Century Masters – The Millennium Collection: The Best Of Whitesnake
- 2002 – Here I Go Again: The Whitesnake Collection
- 2003 – Best of Whitesnake
- 2003 – The Silver Anniversary Collection
- 2004 – The Early Years
- 2006 – The Definitive Collection
- 2006 – Whitesnake Gold
- 2008 – 30th Anniversary Collection

### EP
- 1978 – Snakebite (négyszámos kislemez)
- 1987 – 1987 Versions (Japánban kiadott ötszámos kislemez)

### Tribute-albumok
- 2000 – Snakebites – A Tribute To Whitesnake

### DVD
- 2006 – Live... In The Still of the Night (DVD+CD)
- 2011 – Live at Donington 1990

## Tagok
Jelenlegi Tagok
- David Coverdale – ének (1976–1990, 1994, 1997–1998, 2002–napjainkig)
- Joel Hoekstra – gitár (2014–napjainkig)
- Reb Beach – gitár, háttérének (2002–napjainkig)
- Michael Devin – basszusgitár, háttérének (2010–napjainkig)
- Tommy Aldridge – dob, ütőhangszerek (1987–1991, 2002–2007, 2013–napjainkig)
- Michele Luppi – billentyűs hangszerek, háttérének (2015–napjainkig)

## Külső hivatkozások
- Whitesnake hivatalos honlap
- NME.com – Whitesnake biográfia
- All Music Guide – Whitesnake biográfia
- RockDetector.com – Whitesnake biográfia